# 仲切町
仲切町（なかぎりちょう）は、愛知県瀬戸市道泉連区の町名。丁番を持たない単独町名である。

## 地理
- 瀬戸市の中央部に位置する[8]。西を窯神町、北を背戸側町・宮里町、東を深川町、南を朝日町と隣接している[8]。
- 丘陵地斜面に発達した地域で、住宅と陶磁器関係の小工場が混在する[8]。
- 地内の一角に、サヤ・クレ・ソウ[注釈 1]を利用した壁や塀が多い[8]。

### 学区
市立小・中学校に通う場合、学区は以下の通りとなる。また、公立高等学校普通科に通う場合の学区は以下の通りとなる。
| 番・番地等 | 小学校                 | 中学校                 | 高等学校 |
| ---------- | ---------------------- | ---------------------- | -------- |
| 全域       | 瀬戸市立にじの丘小学校 | 瀬戸市立にじの丘中学校 | 尾張学区 |

## 歴史

### 町名の由来
水野から瀬戸に来るのに、乗越しを越えて切通しを通って来ることから、ここを仲切町と名付けたといわれる。

### 沿革
- 1942年（昭和17年）1月9日 - 瀬戸市大字瀬戸字前側・池田・背戸側の各一部により、同市仲切町として成立[2]。

## 世帯数と人口
2025年（令和7年）2月1日現在の世帯数と人口は以下の通りである。
| 町丁   | 世帯数 | 人口  |
| ------ | ------ | ----- |
| 仲切町 | 79世帯 | 156人 |

### 人口の変遷
国勢調査による人口の推移
| 1995年（平成7年）  | 208人 | [ 12 ] |  |
| 2000年（平成12年） | 198人 | [ 13 ] |  |
| 2005年（平成17年） | 163人 | [ 14 ] |  |
| 2010年（平成22年） | 142人 | [ 15 ] |  |
| 2015年（平成27年） | 132人 | [ 16 ] |  |
| 2020年（令和2年）  | 123人 | [ 17 ] |  |

### 世帯数の変遷
国勢調査による世帯数の推移。
| 1995年（平成7年）  | 78世帯 | [ 12 ] |  |
| 2000年（平成12年） | 73世帯 | [ 13 ] |  |
| 2005年（平成17年） | 68世帯 | [ 14 ] |  |
| 2010年（平成22年） | 64世帯 | [ 15 ] |  |
| 2015年（平成27年） | 60世帯 | [ 16 ] |  |
| 2020年（令和2年）  | 54世帯 | [ 17 ] |  |

## 交通

### 鉄道
町内に鉄道は走っていない。最寄り駅は名鉄瀬戸線尾張瀬戸駅になる。

### バス
町内にバスは走っていない。最寄りのバス停は、名鉄バス「しなの線（瀬戸北線）」【1】【1H】【2】【2H】【3】【4】系統、同「本地ヶ原線」【10】系統、同「東山線」【16】【16H】【17H】【18】系統の記念橋バス停になる。

### 道路
町内に国道・県道は通っていない。

## 施設
- 旧・山繁商店 ： 近代の瀬戸を代表する陶磁器卸問屋[18]。2021年現在9棟の建物が残されており、2015年（平成27年）度に国登録有形文化財となる[18]。
- ますきち ： 明治時代の陶工・川本桝吉の邸宅を改装した宿[19]。2018年（平成30年）にゲストハウスますきちとして開業し、2022年（令和4年）に現在の名前に改称[19]。
- バルト工房 ： 東海地方で最も歴史あるガラス工房[20]。体験メニューの豊富さが人気[20]。
- 小狭間坂ポケットパーク ： 町の中央部にある駐車場。無風庵下の駐車場としても利用されている。

- 旧・山繁商店
- ますきち
- バルト工房
- 小狭間坂ポケットパーク

## その他

### 日本郵便
- 郵便番号 : 489-0042[6]（集配局：瀬戸郵便局[21]）。